# Diethelm Winter
Diethelm Winter (* 5. April 1935 in Stuttgart) ist ein deutscher Jurist und Politiker (CDU).

## Leben
Winter absolvierte in Stuttgart seine Schulzeit. Anschließend studierte er an den Universitäten von Tübingen, Hamburg und München die Rechtswissenschaft. In Tübingen wurde er 1954 Mitglied der Studentenverbindung Tübinger Königsgesellschaft Roigel. An der Hamburger Universität wurde er am 21. Februar 1966 zum Dr. iur. promoviert. Nach dem juristischen Vorbereitungsdienst und dem zweiten Staatsexamen wurde er zunächst im elterlichen Betrieb tätig. Später wechselte er wieder in den Landesdienst.
Winter wurde 1977 Erster Landesbeamter im Rems-Murr-Kreis, um 1980 wurde er zum Leitenden Regierungsdirektor befördert. Als der Landrat Gustav Wabro 1980 als Ministerialdirektor und Amtschef an das Staatsministerium Baden-Württemberg ging, folgte ihm das CDU-Mitglied als Landrat des Ostalbkreises. Winter war bemüht um den Zusammenhalt im neugebildeten Kreis und stärkte die dezentrale Verwaltungsstruktur. Er machte sich um die Musikschulakademie auf Schloss Kapfenburg verdient. Am 9. September 1989 wurde er für eine weitere Amtszeit verpflichtet.
Winter wurde als Gründer und langjähriger Vorsitzender des Trägervereins der ehemaligen Synagoge Oberdorf 2015 mit der Staufermedaille ausgezeichnet. Durch die Arbeit des Vereins war es 1993 möglich die Synagoge als Gedenk- und Begegnungsstätte zu eröffnen. Am 16. November 1993 erhielt er durch seinen Amtsvorgänger Wabro das Bundesverdienstkreuz am Bande verliehen.
Seinen Ruhestand verbringt der 1996 durch den Innenminister Thomas Schäuble verabschiedete Winter in seiner Heimatstadt Stuttgart.

## Schriften
- mit Johann Bernhard Winter: Schule – für die Welt von morgen, Aalen 1983 (5. Auflage, Aalen 1987).
- 16 Jahre Kreispolitik. In: 25 Jahre Ostalbkreis: 1973–1998: eine Dokumentation, Landratsamt Ostalbkreis, Aalen 1998, S. 16–18 (online).

## Herausgeber
- Der Ostalbkreis, Theiss, Stuttgart 1992, ISBN 978-3-8062-0891-7.